# Gli occhiali d'oro (film)
Gli occhiali d'oro è un film del 1987 diretto da Giuliano Montaldo.
Tratto dall'omonimo romanzo di Giorgio Bassani, è stato il risultato di una coproduzione italiana, francese e jugoslava. Nel 1988 è stato assegnato il premio David ad Ennio Morricone per la colonna sonora del film.

## Trama
Ferrara, 1938. La politica del regime fascista fa addensare nubi minacciose sulla locale comunità ebraica, che viene gradualmente respinta in un ghetto morale di umiliazioni e prepotenze. Davide Lattes, un universitario sensibile e colto, sembra presentire - a differenza della sua stessa famiglia (che è di origine ebraica) - ciò che si sta preparando per l'Italia e in Europa. Il ragazzo vive una storia d'amore con Nora, ebrea come lui, che però si conclude con l'abbandono da parte di lei, decisa a farsi battezzare e a convolare a nozze con un gerarca fascista, pur di sfuggire a un destino ormai più che probabile.
Ma Davide è, allo stesso tempo, testimone della vicenda del dottor Fadigati, uno stimato medico che, in quanto omosessuale, è preso dalla passione per Eraldo, un giovane biondo, compagno di università di Davide. A poco a poco anche il medico si ritrova isolato nella sua stessa città, dopo che Eraldo, non pago di averlo abbandonato, l'ha anche derubato e preso a pugni. Nello scandalo che ne consegue, resta al medico, con la consapevolezza della sopravvenuta solitudine, solo la comprensione e la pietà di Davide, fino al suicidio nel Po presso Pontelagoscuro.

## Riconoscimenti
- 1987 - Mostra Internazionale d'Arte Cinematografica di Venezia
  - Osella d'oro per costumi e scenografia a Nanà Cecchi e Luciano Ricceri
  - Candidatura Leone d'oro a Giuliano Montaldo
- 1988 - David di Donatello
  - Miglior colonna sonora a Ennio Morricone
  - Candidatura Migliore attrice protagonista a Valeria Golino
  - Candidatura Migliore attore protagonista a Philippe Noiret
  - Candidatura Migliori costumi a Nanà Cecchi